# Oliver Schmitz (Regisseur)
Oliver Schmitz (* 1960 in Kapstadt, Südafrika) ist ein südafrikanischer Regisseur, Filmeditor und Drehbuchautor deutscher Abstammung. Bekannt wurde er vor allem durch seine Filme Mapantsula, Hijack Stories und Geliebtes Leben sowie durch seine Beiträge zu den deutschen Serien Doctor’s Diary und Türkisch für Anfänger.

## Leben und Karriere
Oliver Schmitz wurde als Sohn deutscher Einwanderer in Kapstadt geboren, wo er auch aufwuchs und die Schule besuchte. Nach seinem High-School-Abschluss in Kapstadt studierte Schmitz von 1978 bis 1982 an der Michaelis School of Fine Art, die der Universität Kapstadt angegliedert ist. Parallel dazu war er von 1980 bis 1982 Co-Manager und DJ der Kapstädter Diskothek Scratch, die nach drei Jahren von der Polizei geschlossen wurde, da sich die Besitzer weigerten, sich an die Rassentrennungsgesetze der Apartheid zu halten, und immer „gemischtes Publikum“ in den Klub ließen. 1981 hatte er in der Loader Street Gallery in Kapstadt eine Kunstausstellung mit dem Namen Art-Pop Militants, die er unter anderem zusammen mit Mario Pissarra führte. Von 1983 bis 1984 machte er schließlich eine Ausbildung als Filmeditor bei Momentum Films in Johannesburg und zog anschließend nach Deutschland, wo er ab 1985 für den Westdeutschen Rundfunk (WDR) als Editor engagiert war. 1986 kehrte er in sein Geburtsland zurück. Dort war er ab 1987 als Regisseur und Editor bei der Anti-Apartheid-Dokumentarfilm-Initiative Afravision angestellt, für die er bis einschließlich 1994 arbeitete. In diese Zeit fielen unter anderem auch die Produktionen von Mapantsula (1987/88), einem vielfach ausgezeichneten Film, bei dem Schmitz sowohl als Drehbuchautor als auch als Regisseur agierte. 1988 folgte eine Dokumentation mit dem Titel The People’s Poet, bei der Schmitz Regie führte.
Bereits vor dieser Zeit war der Regisseur und Drehbuchautor aktiv und führte unter anderem bei der Dokumentation The Twilight Zone Regie. Weitere Produktionen für Afravision waren Fruits of Defiance (1989/90) und Hlanganani (1990). Von 1990 bis 1992 war er für die Schlemmer Film GmbH in Köln als Drehbuchautor für den Kinofilm Soft Targets und 1993 in Großbritannien für Channel 4 als Drehbuchautor engagiert. Dabei schrieb er als Co-Autor am Drehbuch zur Fernsehserie The Line und war auch bei der Comedy-Serie Shacking up als Drehbuchautor (u. a. auch für den Pilot) aktiv. Noch im selben Jahr kam er zur South African Broadcasting Corporation (SABC), für die er beim Pilot Dark City sowie bei der Dokumentation Video Revolution als Regisseur agierte. Auch in den nachfolgenden Jahren arbeitete Schmitz eng mit SABC zusammen und agierte dort wie bisher mal als Regisseur, mal als Drehbuchautor und manchmal auch in beiden Rollen. So war er bis 1996 in drei weiteren nennenswerten SABC-Produktionen aktiv. Beim Film Nelson Mandela Inauguration von 1994, bei dem er Regie führte, arbeitete man in Kooperation mit dem früheren Arbeitgeber von Schmitz, der Produktionsfirma Afravision.
1995 war Schmitz beim Mehrteiler Rhythm and Rights sowohl als Drehbuchautor als auch als Regisseur engagiert. 1996 folgte schließlich The Godfather of Soweto, wobei der ehemalige Student der Universität von Kapstadt das Drehbuch zum Pilot schrieb. 1997 arbeitete Schmitz mit ARTE zusammen und produzierte für den deutsch-französischen Kooperationsfernsehsender als Regisseur die Dokumentation Jo’burg Stories, die noch im gleichen Jahr mit dem Prix du Documentaire bei den von Vues d’Afrique organisierten Filmfesttagen in Montreal ausgezeichnet wurde. In einer südafrikanisch-kanadischen Kooperation wirkte Schmitz 1998 als Regisseur der Dokumentationsserie In Search for Common Ground mit. 1999 war er an zwei Filmen beteiligt, unter anderem am Pathé-Dokumentationsfilm Boesman & Lena – The Making Of, basierend auf dem gleichnamigen südafrikanischen Theaterstück von Athol Fugard aus den 1960er Jahren. Nachdem er 2000 beim mehrfach preisgekrönten Film Hijack Stories als Regisseur, Drehbuchautor und Editor mitgewirkt hatte, zog es ihn ein weiteres Mal nach Deutschland, wo er anfangs vorwiegend für Pro 7 bzw. RTL aktiv war. Dabei führte er Regie bei Filmen wie Das beste Stück (2002), Was Sie schon immer über Singles sagen wollten (2003), Prinzessin macht blau (2004) und Plötzlich berühmt (2004). Daneben war er 2006 auch im Episodenfilm Paris, je t’aime als Regisseur und Drehbuchautor aktiv und arbeitete dabei an der zwölften Episode (Place des fêtes), die dem 19. Arrondissement von Paris gewidmet ist.
2005 stieg Schmitz schließlich in die Produktion von Türkisch für Anfänger ein, wo er im weiteren Verlauf in 24 der insgesamt 52 Folgen Regie führte. Dabei war er noch vor Edzard Onneken und Christian Ditter, den beiden weiteren Regisseuren der Serie, der eigentliche Hauptregisseur der mehrfach ausgezeichneten Serie. Auch Schmitz erhielt dabei einige der begehrten Preise aus dem Film- und Fernsehbereich für die Serie, die unter anderem für einen Emmy nominiert wurde. Nachdem er 2005 auch noch beim Film Mein Vater, der General Regie geführt hatte, kam er 2006, parallel zu seiner Zeit bei Türkisch für Anfänger, als Regisseur ins Team von Doctor’s Diary. Mit der Serie feierte er beinahe ebenso große Erfolge wie mit Türkisch für Anfänger, obwohl er selbst nur bei vier Episoden Regie führte. Mit der Serie errang Schmitz unter anderem den Deutschen Fernsehpreis 2008, den Deutschen Comedypreis 2008 und den Adolf-Grimme-Preis 2009. Des Weiteren kam er 2006 auch noch in zwei bzw. drei Folgen von Arme Millionäre als Regisseur zum Einsatz und war 2007 der Regisseur des Films Fleisch. Nachdem er bis zu diesem Zeitpunkt beinahe durchgehend für Türkisch für Anfänger gearbeitet hatte, war Schmitz 2008 auch als Regisseur von Der Trickser im Einsatz. Ab 2009 folgten schließlich zwei Fortsetzungen von Mein Vater, der General, der unter anderem auch als Allein unter Töchtern bekannt ist. So war er 2009 als Regisseur bei Allein unter Schülern im Einsatz und schließlich 2010 in Allein unter Müttern (Premiere: 25. Januar 2011). Dazwischen führte er von 2009 bis 2010 Regie im Film Geliebtes Leben (im Original: Life, Above All (aka Chanda’s Secrets)). Für letztgenannten Film erhielt er den Prix François Chalais bei den Internationalen Filmfestspielen von Cannes 2010. Monate später gelangte Geliebtes Leben als offizieller südafrikanischer Beitrag auf die Shortlist für den Oscar in der Kategorie Kategorie: Bester fremdsprachiger Film, konnte sich aber 2011 nicht unter den fünf nominierten Beiträgen platzieren.
Zurzeit lebt Schmitz, der neben seiner Muttersprache Englisch auch fließend Deutsch spricht, aber auch Grundkenntnisse in Afrikaans und Zulu besitzt, vorwiegend in Berlin. Auslandsdreherfahrung konnte er unter anderem bei Drehs in Algerien, Deutschland, Frankreich, Finnland, Großbritannien, Simbabwe, Südafrika, West-Sahara usw. sammeln.
Schmitz ist Mitglied im Bundesverband Regie (BVR).

## Filmografie (Auswahl Regie)
- 1987: Mapantsula
- 1988: The People’s Poet
- 1994: Nelson Mandela Inauguration
- 1995: Rhythm and Rights
- 1996: The Godfather of Soweto
- 1997: Jo'burg Stories
- 1999: Boesman & Lena – The Making Of
- 2002: Das beste Stück
- 2003: Was Sie schon immer über Singles sagen wollten
- 2004: Prinzessin macht blau
- 2004: Plötzlich berühmt
- 2005: Türkisch für Anfänger (24 Folgen)
- 2005: Mein Vater, der General
- 2006: Paris, je t’aime
- 2006: Doctor’s Diary (4 Folgen)
- 2006: Arme Millionäre (3 Folgen)
- 2007: Allein unter Töchtern
- 2008: Fleisch
- 2008: Der Trickser
- 2009: Allein unter Schülern
- 2010: Geliebtes Leben
- 2011: Allein unter Müttern
- 2012: Willkommen im Krieg
- 2012: Allein unter Nachbarn
- 2013: Willkommen im Club
- 2013: Bella Dilemma – Drei sind einer zu viel
- 2014: Frühling in Weiß
- 2014–2015: Reiff für die Insel (2 Folgen)
- 2015–2019: Der Usedom-Krimi (2 Folgen)
- 2016: Lucie Marshall (8 Folgen)
- 2016: Im Todestrakt
- 2017: Das Pubertier (3 Folgen)
- 2017: Liebling, lass die Hühner frei
- 2018: Stubbe – Von Fall zu Fall: Tod auf der Insel
- 2018: Sankt Maik (2 Folgen)
- 2019: Jenny: Echt gerecht (4 Folgen)
- 2020: Professionals (3 Folgen)
- 2021: Klara Sonntag – Kleine Fische, große Fische
- 2022: Marie Brand und der entsorgte Mann

## Nominierungen und Auszeichnungen

### Nominierungen
Türkisch für Anfänger
- International Emmy Award 2009 in der Kategorie: Beste Comedy Serie

### Auszeichnungen
Mapantsula
- AA VITA Film Award 1988 in der Kategorie: Bester Regisseur
- AA VITA Film Award 1988 in der Kategorie: Bestes Drehbuch
- Interchurch Film Prize 1988 (?)
- One Future Preis beim Filmfest München 1989 in der Kategorie: Beste Regie[9]
- Human Rights Medal 1990
- South African Film and Television Award 2006 in der Kategorie: Bester südafrikanischer Film des Jahrzehnts

Jo'burg Stories
- Prix du Documentaire bei den von Vues d'Afrique organisierten Filmfesttagen in Montreal 1997

Hijack Stories
- Bronze Tanit beim Internationalen Filmfestival von Karthago 2002
- Menzione Speziale beim Festival Cinema Africano 2002

Türkisch für Anfänger
- Deutscher Fernsehpreis 2006 in der Kategorie: Beste Serie
- Goldene Nymphe auf dem Festival de Télévision de Monte-Carlo 2006 in der Kategorie: Outstanding European Comedy TV-Series
- Prix Italia 2006 in der Kategorie: Best TV-Drama-Series or Serial
- Cinéma Tous Ecrans 2006 in der Kategorie: Beste internationale Serie (zusammen mit Edzard Onneken)
- Adolf-Grimme-Preis 2007 in der Kategorie: Unterhaltung (zusammen mit Josefine Preuß als Schauspielerin, Edzard Onneken als ebenfalls beteiligten Regisseur und Bora Dagtekin als Chefdrehbuchautor)
- Rockie Award beim Banff World Television Festival 2008 in der Kategorie: Beste Telenovela bzw. Fernsehserie

Doctor’s Diary
- Deutscher Fernsehpreis 2008 in der Kategorie: Beste Serie
- Deutscher Comedypreis 2008 in der Kategorie Beste Comedyserie
- Adolf-Grimme-Preis 2009 in der Kategorie: Unterhaltung (zusammen mit Diana Amft als Schauspielerin, Steffi Ackermann als Produzentin und Bora Dagtekin als Chefdrehbuchautor)

Geliebtes Leben
- Prix François Chalais bei den Internationalen Filmfestspielen von Cannes 2010